# Pete Yorn
Pete Yorn, född Peter Joseph Yorn 27 juli 1974, är en amerikansk sångare, låtskrivare och gitarrist.
Yorn föddes i Pompton Plains i Pequannock Township, New Jersey, och växte upp i en judisk familj i Montville, New Jersey, son till Joan, en tidigare skollärare och fastighetsmäklare, och Lawrence K. Yorn, en pensionerad tandläkare. Hans bror Rick var ansvarig för att lära nio år gamla Pete att spela trummor.
Yorn slog igenom 2000 när han skrev filmmusiken till Me, Myself & Irene, i vilken även hans låt "Strange Condition" ingick. Året därpå albumdebuterade han med Musicforthemorningafter. Efter en 18 månader lång turné återvände han med albumet Day I Forgot, på vilket R.E.M.-gitarrister Peter Buck medverkade på flera spår. Yorns tredje album Nightcrawler gavs ut 2006, med medverkan från bland andra trummisen Dave Grohl och Dixie Chicks-medlemmarna Martie Maguire och Natalie Maines.

## Diskografi
Studioalbum
- 2001 – Musicforthemorningafter (#111 på Billboard 200)
- 2003 – Day I Forgot (#18 på Billboard 200)
- 2006 – Nightcrawler (#50 på Billboard 200)
- 2009 – Break Up (#41 på Billboard 200) (med Scarlett Johansson)[7]
- 2010 – Pete Yorn (#66 på Billboard 200)
- 2016 – ArrangingTime (#63 på Billboard 200)
- 2019 – Caretakers
- 2021 – Pete Yorn Sings The Classics

Livealbum
- 2001 – Live at the Roxy (#131 på Billboard 200)
- 2004 – Live from New Jersey
- 2020 – Pete Yorn Live At The Troubadour
- 2020 – Pete Yorn: Live At The Fonda